# Porțile de Fier II, Mehedinți
Porțile de Fier II este o localitate în județul Mehedinți, Oltenia, România.
Porțile de Fier II este, de fapt, Colonia Porțile de Fier II situată pe insula Ostrovu Mare de pe Dunăre. Aici trăiesc angajații firmelor ce au lucrat la construirea barajului Porțile de Fier II, la întreținerea lui și care lucrează în prezent la retehnologizarea lui: Hidroelectrica, Energomontaj și Hidroserv - nou apărută.